# Kriukis
Kriukis est un nom masculin, probablement d'une divinité dans la mythologie lituanienne. En se basant sur des sources éparses, certains mythologistes l'ont identifié en tant que dieu des cochons, l'un des dieux domestiques lituaniens,. Dans ce cas, on retrouve aussi les noms de Krukis et Kiaulių.